# Bierges (België)
Bierges (Waals: Biedje; Nederlands: Bierk) is een dorp in de Belgische provincie Waals-Brabant en een deelgemeente van de stad Waver. 
Het dorpscentrum van Bierges ligt anderhalve kilometer ten westen van het stadscentrum van Waver, en wordt er van gescheiden door de autosnelweg A4/E411.
Op het grondgebied van de deelgemeente bevinden zich nog enkele wijken en gehuchten zoals Angoussart, Champles en Point-du-Jour.

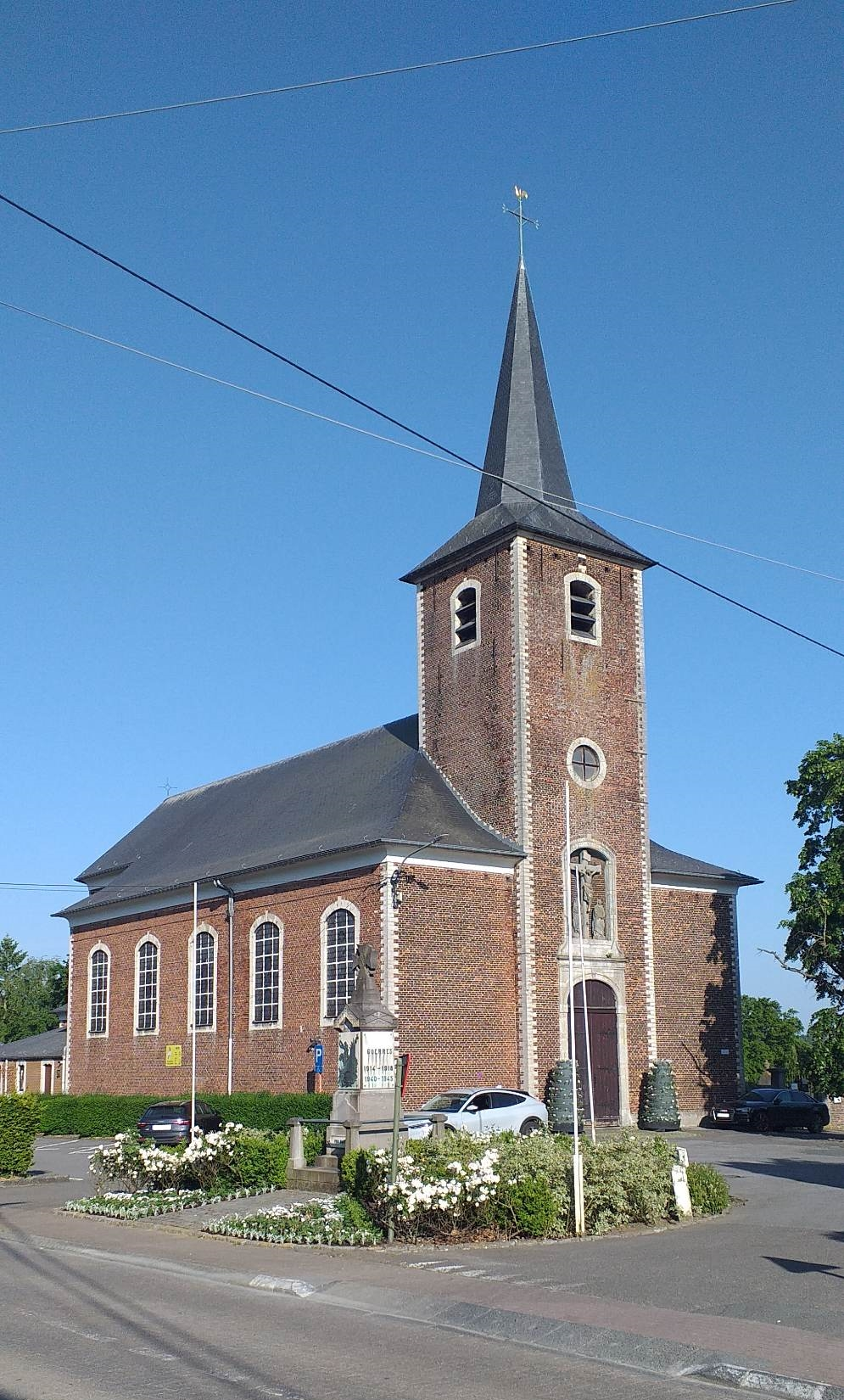
Église des Saints-Pierre et Marcellin

## Geschiedenis
De Ferrariskaart uit de jaren 1770 toont het dorp als Bierge.
Het gebied ten noordoosten van het dorp werd in de jaren 1960 doorsneden door aanleg van de snelweg A4.
Bierges bleef een zelfstandige gemeente gemeentelijke fusies van 1977, toen het een deelgemeente werd van Waver.

## Bezienswaardigheden
- Het Château d'Angoussart werd eind 19e eeuw in neoclassicistische stijl gebouwd. Begin 20e eeuw werd hjet gewijzigd in een eclectische neotraditionele stijl met speklagen, trapgevels en dergelijke.
- Het Château de l'Étoile uit het laatste kwart van de 19e eeuw is in vervallen staat.
- Het Château Ravet werd in 1870-1876 gebouwd.
- De Sint-Pieter en Sint-Marcellinuskerk (Église Saint-Pierre-et-Marcellin) is een classicistisch bouwwerk van 1786-1788. De parochie was afhankelijk van de Abdij van Affligem.
- De schandpaal uit de 2e helft van de 18e eeuw.

## Natuur en landschap
Bierges ligt in een min of meer verstedelijkt gebied met autowegen, spoorlijnen, een attractiepark en ook nog enkele bosgebieden. Bierges ligt aan de Dijle. Ten noordwesten van Bierges ligt het bos Bois de Bierges.

## Cultuur en recreatie
In Bierges vindt sinds 1991 jaarlijks een humoristisch festival plaats, het Festival du rire de Bierges ("festival van de lach") .
Bierges komt terug in de naam van het Waverse attractiepark Walibi, dat ten zuiden van Bierges ligt. Walibi staat voor "Waver - Limal - Bierges", de drie deelgemeenten van Waver.

## Demografische ontwikkeling
- Bronnen:NIS, Opm:1831 tot en met 1970=volkstellingen, 1976= inwonersaantal op 31 december

## Verkeer en vervoer
Over het grondgebied van Bierges loopt van noordwest naar zuidoost de autosnelweg A4/E411. De snelweg heeft drie op- en afritten op het grondgebied van Bierges, die de deelgemeente en het centrum van Waver ontsluiten.
Het Station Bierges-Walibi staat langs spoorlijn 139 (Leuven - Ottignies).

## Nabijgelegen kernen
Wavre, Limal, Rixensart
Deelgemeenten: Bierges · Limal · Waver

Overige kernen: Aisemont · Angoussart · Basse-Wavre · Champles · Chérémont · Grandsart · La Haie · Le Manil · Louvrange · Par-delà l'Eau · Le Pélerin · Point-du-Jour · Profondsart · Les Quatres Chemins ·  Le Ry ·  Stadt · Trou du Haut · Villagexpo

Belgische gemeenten · Arrondissement Nijvel · Waals-Brabant · Wallonië